# Miles Student
Il Miles M.100 Student fu un aereo da addestramento basico biposto, monomotore e ad ala bassa, sviluppato dall'azienda britannica Miles Aircraft nella seconda metà degli anni cinquanta del XX secolo e rimasto alla stadio di prototipo.

## Storia del progetto
Basandosi sull'esperienza accumulata con la realizzazione del Miles Sparrowjet nel 1953 la Miles Aircraft avviò privatamente lo studio per un aereo da addestramento a reazione interamente realizzato in metallo. Il prototipo del Miles M.100 Student andò in volo per la prima volta il 15 maggio 1957 equipaggiato con un propulsore Blackburn-Turbomeca Marboré IIA.

## Descrizione tecnica
Aereo da addestramento basico, monomotore, biposto, di costruzione interamente metallica. Monoplano con ala alta. L'impennaggio di coda era del tipo bideriva. La propulsione era affidata a un Blackburn-Turbomeca Marboré IIA erogante la potenza di 880 lbf (3 914,44 N) posto nella parte superiore della fusoliera subito dietro la cabina di pilotaggio. Il carrello di atterraggio era triciclo, anteriore, completamente retrattile. La cabina di pilotaggio per due persone aveva sedili affiancati. L'armamento si basava su due mitragliatrici calibro 7,7 mm contenute in appositi pod subalari. In ogni semiala vi erano due serbatoti di carburante, uno da 127 e uno da 100 litri. Alle estremità alari potevano essere installati due serbatoi ausiliari da 90 litri.

## Impiego operativo

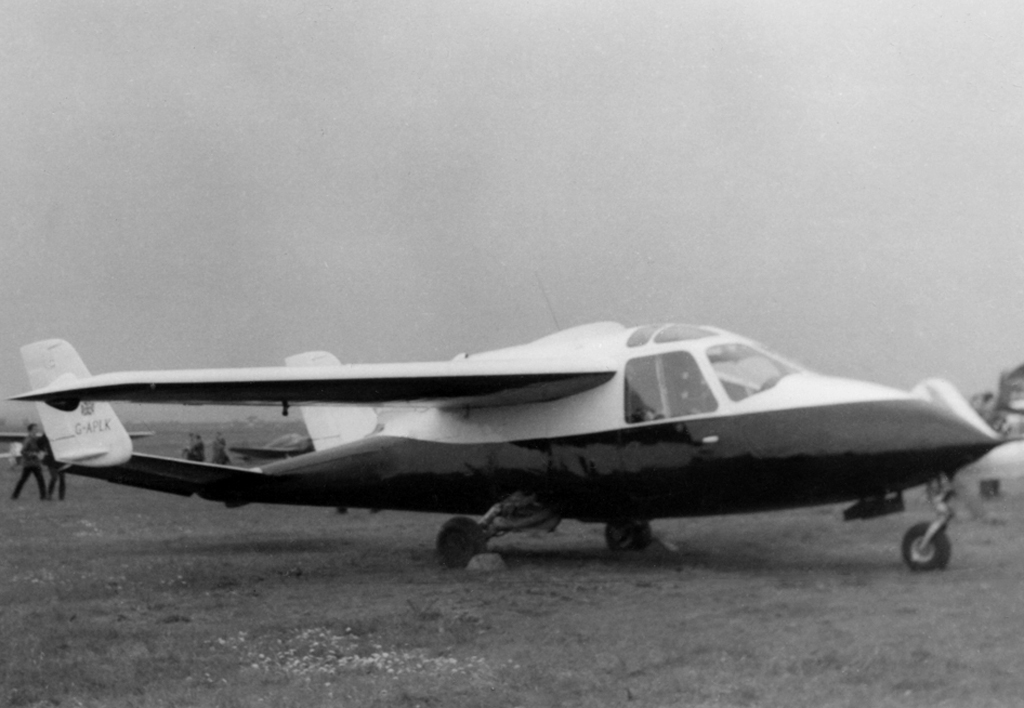
Il Miles M.100 Student presso l'aeroporto di Coventry in 1961 quando era di proprietà della F.G. Miles Engineering.

La Miles Aircraft sperava in un ordine di produzione da parte della Royal Air Force, ma il contratto andò alla Hunting Aicraft con il Jet Provost. L'unico velivolo prodotto volò inizialmente con la registrazione di prova "G-35-4" e fu mostrato al Farnborough Air Show nel 1957, ed in seguito ad altri potenziali clienti con la registrazione G-APLK partecipando, ad esempio, al Salone aerospaziale di Le Bourget nel luglio 1959.
Furono pianificate versioni con i nomi Centurion 3, 4 e 5, rispettivamente con motori Rolls-Royce RB.108, Turbomeca Gourdon e Turbomeca Arbizon.
Nel 1964 l'aereo venne modificato nella versione Mark 2 e, in seguito a una valutazione, nell'aprile ricevette la matricola militare XS941. I test dell'aereo presso la A & AEE a Boscombe Down da parte della Royal Air Force per il ruolo di controinsurrezione durarono fino al settembre 1964, dopodiché ritornò alla sua immatricolazione civile senza ricevere alcun ordine di produzione.
Poco dopo, l'aereo venne smontato e immagazzinato. L'aereo non venne riassemblato a Shoreham fino al 1972 e riacquistò il certificato di aeronavigabilità nel 1974. Per la Hawker Siddeley effettuò voli di misurazione per verificare le possibilità di riduzione del rumore dell'executive jet HS 125. L'aereo venne poi immagazzinato e perse la licenza di aeronavigabilità nel 1981.
Nel 1984 l'aereo arrivò al suo nuovo proprietario, Peter F. Hoar, che voleva utilizzarlo per riprese cinematografiche e spettacoli aerei. Il 2 maggio 1985 ricevette il certificato di aeronavigabilità rinnovato. Questo jet da addestramento si schiantò a Duxford il 24 agosto 1989. Il pilota, Peter Hoare, fu dichiarato "clinicamente morto" per 20 minuti, ma fortunatamente fu rianimato e si riprese completamente, tanto da volare su Airbus. L'incidente fu causato da un guasto al motore al decollo, probabilmente dovuto al distacco di una delle pale della turbina. 
Lo M.100 Student 2, matricola G-MIOO, volò l'ultima volta a Duxford nel 1985 e subì danni a causa di un problema al motore verificatosi durante un tentativo di atterraggio di emergenza. Negli anni successivi, fu restaurato e rimase esposto al Museum of Berkshire Aviation fino al 2013.

## Versioni
- Miles M.100 Mk.1 Student: versione dotata di motore Blackburn-Turbomeca Marboré IIA da 880 lbf (3.914,44 N); unico prototipo G-APLK /XS491
- 'Miles M.100 Mk.2 Student: il prototipo G-APLK rimotorizzato con un propulsore Continental J69 da 1.025 lbf (4.559,43 N); nuovamente registrato come G-MIOO.
- Miles M.100 Mk.3 Centurion: versione dotata di motore Rolls-Royce RB.108 da 1.400 lbf (6.227,51 N); non costruita.
- Miles M.100 Mk.4 Centurion: versione dotata di motore Turbomeca Gourdon da 1.405 lbf (6.249,75 N); non costruita.
- Miles M.100 Mk.5 Centurion: versione bimotore dotata di 2 propulsori Turbomeca Arbizon da 550 lbf (2.446,52 N); non costruita.

## Utilizzatori
Regno Unito
- Royal Air Force